# Benoît Verhaegen
Jonkheer Benoît Verhaegen (Merelbeke, 8 januari 1929 - Vaison-la-Romaine, 14 oktober 2009) was een Belgisch hoogleraar aan Congolese universiteiten.

## Familie

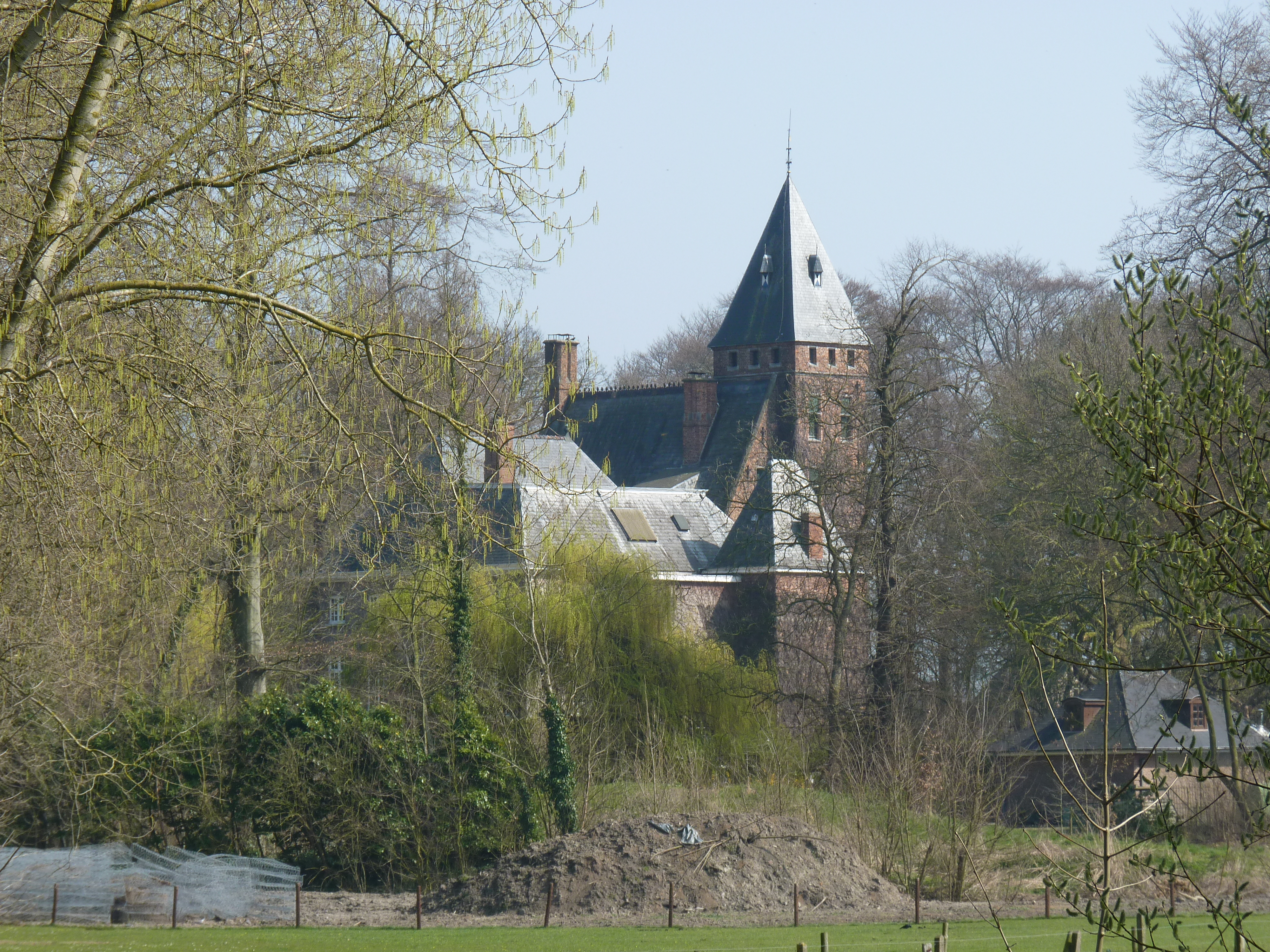
Huis sinds 1886 in bezit van de familie Verhaegen, Kasteel Blauwhuys te Merelbeke

Verhaegen was het vijfde en jongste kind van jhr. dr. Jean-Baptiste Verhaegen (1892 - gestorven voor het Vaderland, in Schandelah (Nedersaksen), 17 februari 1945), advocaat, schepen van Merelbeke, en van jkvr. Simonne Piers de Raveschoot (1897-1978), dochter van Stanislas Piers de Raveschoot, burgemeester van Olsene. Ze kreeg in 1953 vergunning de titel van barones te voeren voor de naam van haar overleden echtgenoot. Haar oudste zoon in leven, Pierre Verhaegen (1923-1997), burgemeester van Merelbeke, kreeg datzelfde jaar de titel van baron, overdraagbaar bij eerstgeboorte.
Benoît trouwde in 1952 in Brussel met jkvr. Marie-Lucie du Bus de Warnaffe (1926-2010), dochter van Minister van Staat burggraaf Charles du Bus de Warnaffe (1894-1965). Na echtscheiding in 1988 hertrouwde hij in datzelfde jaar met Françoise Van Egroo (°1938). Uit het eerste huwelijk sproten vier dochters en een zoon, die trouwde maar kinderloos bleef.

## Levensloop
Benoît Verhaegen, na de humaniora te hebben doorlopen in het Gentse Sint-Barbaracollege, studeerde vanaf 1947 rechten aan de Rijksuniversiteit Gent. Hij onderbrak zijn studies in 1949 om zijn militaire dienstplicht te vervullen en in 1950 werd hij, als luitenant parachutist, oorlogsvrijwilliger in het Belgisch Koreabataljon. Hij werd tweemaal verwond en verbleef maanden in een militair ziekenhuis. Na zijn terugkeer in België hernam hij zijn studies aan de UCL en promoveerde in 1959 tot doctor in de economische wetenschappen. Zijn thesis wijdde hij aan de historische oorzaken van de onderontwikkeling van de economie in de Vlaamse provincies. Hij evolueerde in een christelijk-linkse zo niet zelfs marxistische richting, onder invloed van de bijeenkomsten van Esprit en van Témoignage Chrétien.
Hij werd docent aan de Universiteit Lovanium in Leopoldstad en richtte er het Institut national d'études politiques op. Hij werd er bekend als gauchist, zelfs als maoïst. In een gesprek met Rudi Van Doorslaer vertelde hij in 1997: In Congo werden mijn overtuigingen nog uitgesprokener, wat leidde tot een diepgaande bewondering voor China en de ideeën van Mao Zedong. Zijn ideeën heb ik ook onderwezen.
Zowel in Congo als in België ontmoette hij de belangrijkste onder de Congolese leiders. Hij troonde de welbespraakte Patrice Lumumba en de bedeesde Joseph Mobutu mee naar het ouderlijke 'Blauwhuys' in Merelbeke, om ze aan zijn familie voor te stellen. In 1960 werd hij medewerker van eerste minister Patrice Lumumba en kabinetschef van Aloïs Kabangi (1922-2014), minister van het Plan en van economische coördinatie. Na de staatsgreep door Joseph Mobutu op 14 september 1965, keerde Verhaegen naar de universiteit terug, eerst in Kinshasa en vanaf 1971 in Stanleystad. Zijn belangstelling verschoof van economische wetenschappen naar politieke wetenschappen en sociologie.
In 1987, na bijna dertig jaar activiteit in Congo, keerde hij terug naar België en nam deel aan de werkzaamheden van het Centre d’études et de documentations africaines (CEDAF) in Brussel. Vanaf 1989 woonde hij meestal in Montréal-les-Sources (Drôme). Hij schonk zijn uitgebreide bibliotheek en documentatie aan het Belgisch Studie- en Documentatiecentrum Oorlog en Hedendaagse Maatschappij.

## 'Histoire immédiate'
Verhaegen was een van de eersten om te publiceren over wat de 'onmiddellijke geschiedenis' werd genoemd, twee noties die eerder tegenstrijdig kunnen klinken. Ze is nochtans internationaal ingeburgerd als 'Histoire du temps présent' of 'Histoire immédiate' - 'Zeitgeschichte' - 'Contemporary history'.
Het komt er op neer de geschiedenis op te schrijven van de meest recente gebeurtenissen. Ook al moeten er onvermijdelijk nog veel documenten onbereikbaar blijven en is het stof nog niet gaan liggen, is het belangrijk dat het recente verleden wordt beschreven en beoordeeld, zoals nog levende personen die hebben beleefd. Het gaat dus, binnen het tijdperk 'nieuwste geschiedenis', om wat men als de 'allernieuwste geschiedenis' kan omschrijven.

## Verzet
Verhaegen behoorde tot een familie die zich sterk vaderlandslievend inzette. Zijn grootvader, volksvertegenwoordiger en christendemocratisch voorman Arthur Verhaegen, overleed kort nadat hij in 1917 uit Duitse gevangenschap was teruggekeerd. Zijn vader en vijf andere familieleden, onder wie twee vrouwen, stierven als gevolg van verzetsdaden in concentratiekampen tijdens de Tweede Wereldoorlog, terwijl anderen de kampen overleefden. Zijn oudste broer, Freddy Verhaegen, sneuvelde op 26 september 1944 in Thorn (Nederland) als militair in de Brigade Piron.

## Publicaties
- (samen met P. Gunst & A. Philips) Une saison en Corée. Du Kamina à l'Imjin, 1999.
- Rébellions au Congo (2 tomes), Brussel, CRISP, 1966 en 1969.
- Introduction à l’histoire immédiate: essai de méthodologie qualitative, Gembloux, Duculot, 1974.
- Kisangani 1876-1976: Histoire d’une ville, Kinshasa, Presses Universitaires du Zaïre, 1977.
- L’enseignement universitaire au Zaïre, de Lovanium à l’UNAZA 1958-1978, Parijs, L’Harmattan, 1978.
- La vie quotidienne à Kisangani en 1980, Les Cahiers du CRIDE, 1980.
- L’association des évolués de Stanleyville et les débuts politiques de P. Lumumba (1944-1958), Les Cahiers du CEDAF, 1983.
- (samen met Jean Tshonda Omasombo) Patrice Lumumba, jeunesse et apprentissage politique 1925-1956, Parijs, L’Hamattan, Cahiers africains, 1998.
- Femmes zaïroises de Kisangani, combats pour la survie, Parijs, L'Harmattan, 2000.
- L'Abako et l'indépendance du Congo Belge, Parijs, L'Harmattan, 2003.
- (samen met Jean Tshonda Omasombo), Patrice Lumumba, acteur politique. De la prison aux portes du pouvoir, juillet 1956-février 1960, Parijs, L'Harmattan, Cahiers africains, 2005.
- (samen met Colette Braeckman, Jules Gérard-Libois, Jean Kestergat, Jacques Vanderlinden, Jean-Claude Willame) Congo 1960, Échec d'une décolonisation, Brussel, André Versaille, 2010.

## Voetnota
1. ↑  Agentschap Onroerend Erfgoed, Kasteel Blauwhuys. Geraadpleegd op 31 oktober 2020.